# Expo 64

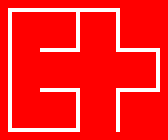
Logo der Expo 64

Die exposition nationale suisse de 1964, Expo 64 genannt, war die Schweizerische Landesausstellung von 1964, die vom 30. April bis zum 25. Oktober 1964 in Lausanne stattfand. Sie galt nach den Richtlinien des Bureau International des Expositions als «nationale» Ausstellung. Sie bot ein Forum für moderne Architektur, Kunst und Technik und unternahm den Versuch, die Schweiz und ihre Eigenheiten im globalen Kontext zu präsentieren.

## Ziel der Ausstellung

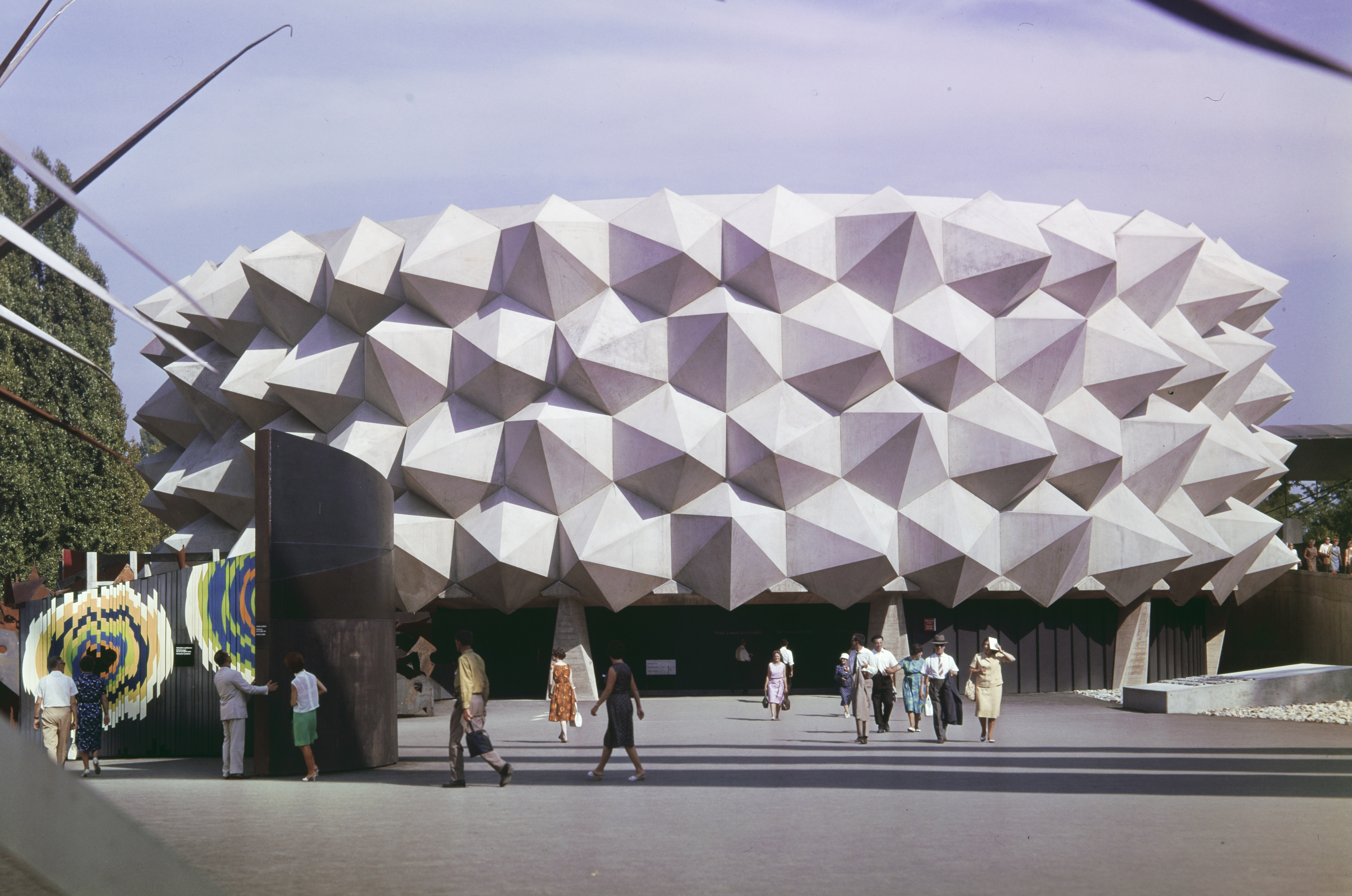
Pavillon von Carl Fingerhuth

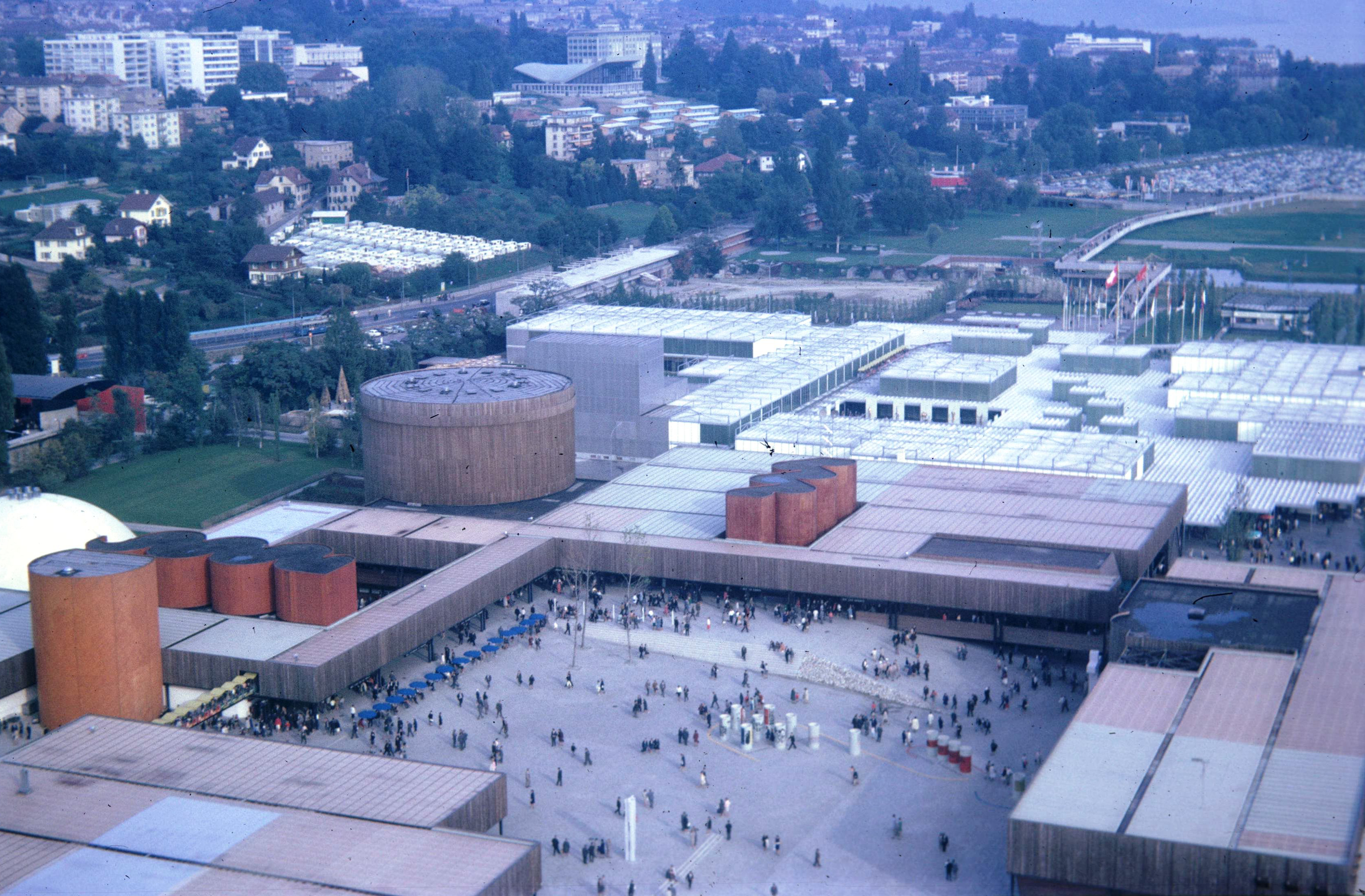
Expogelände Lausanne-Ouchy

Die Landesausstellung wollte die Schweiz so präsentieren, wie sie wirklich ist. Dazu sollte vor allem der allgemeine Teil mit dem Sektor Weg der Schweiz dienen. Hier sollte das gezeigt werden, was das Wesen des Landes und sein reiches Gefüge ausmacht, sowie seine ereignisvolle Geschichte und seine eigenwilligen Bewohner dargestellt werden. Angesichts der schnellen Entwicklung in der Welt sollten der Einzelne und die Gemeinschaft sich mit Hilfe der Ausstellung darauf besinnen können, was wir sind und sein wollen, wo wir stehen und wohin wir gehen wollen.
Die im Boden des Platzes der Kantone und Gemeinden eingelassene Charta der Landesausstellung lautete:

«Zu Land und zu Wasser ein Spiegel der Heimat sein. Die fünfundzwanzig Stände im gemeinsamen Werk zusammenführen. Den Menschen an den Sinn seines Daseins erinnern. Im Heute den Umriss der Zukunft enthüllen. Wege zum neuen Europa weisen. Für eine solidarische Welt wirken. Der Schweiz neuen Ansporn zum Erkennen und Schaffen geben.»

## Sektoren

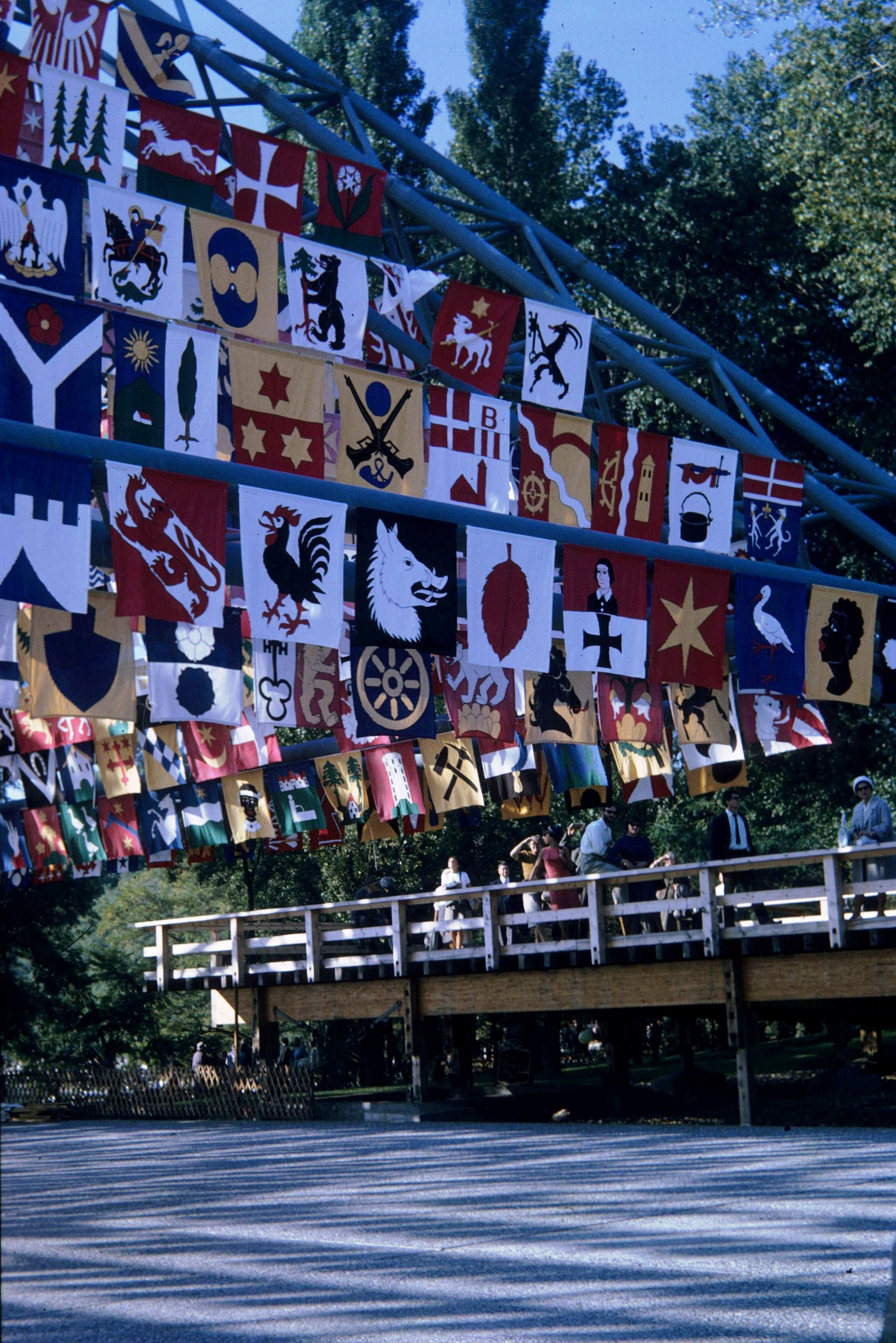
Weg der Schweiz – Gemeindefahnen

Der Weg der Schweiz bildete das Rückgrat der Ausstellung und zugleich eine Synthese dessen, was in allen anderen Sektoren ausführlich abgehandelt wurde:
- Der Weg der Schweiz bestand aus den sechs Unterabteilungen Natur und Mensch, Freiheiten und Rechte, ein Kleinstaat und die Welt, ein Tag in der Schweiz, die Schweiz im Spiegel und Aufgaben von morgen. Am Ende des Weges der Schweiz flatterten auf dem Platz der Kantone und Gemeinden sämtliche Gemeindefahnen der Schweiz.
- «L’art de vivre»
- Verkehr
- Industrie und Gewerbe
- «Les échanges» von Florian Vischer
- «Terre et forêt»
- «Le port»
- Wehrhafte Schweiz

## Attraktionen

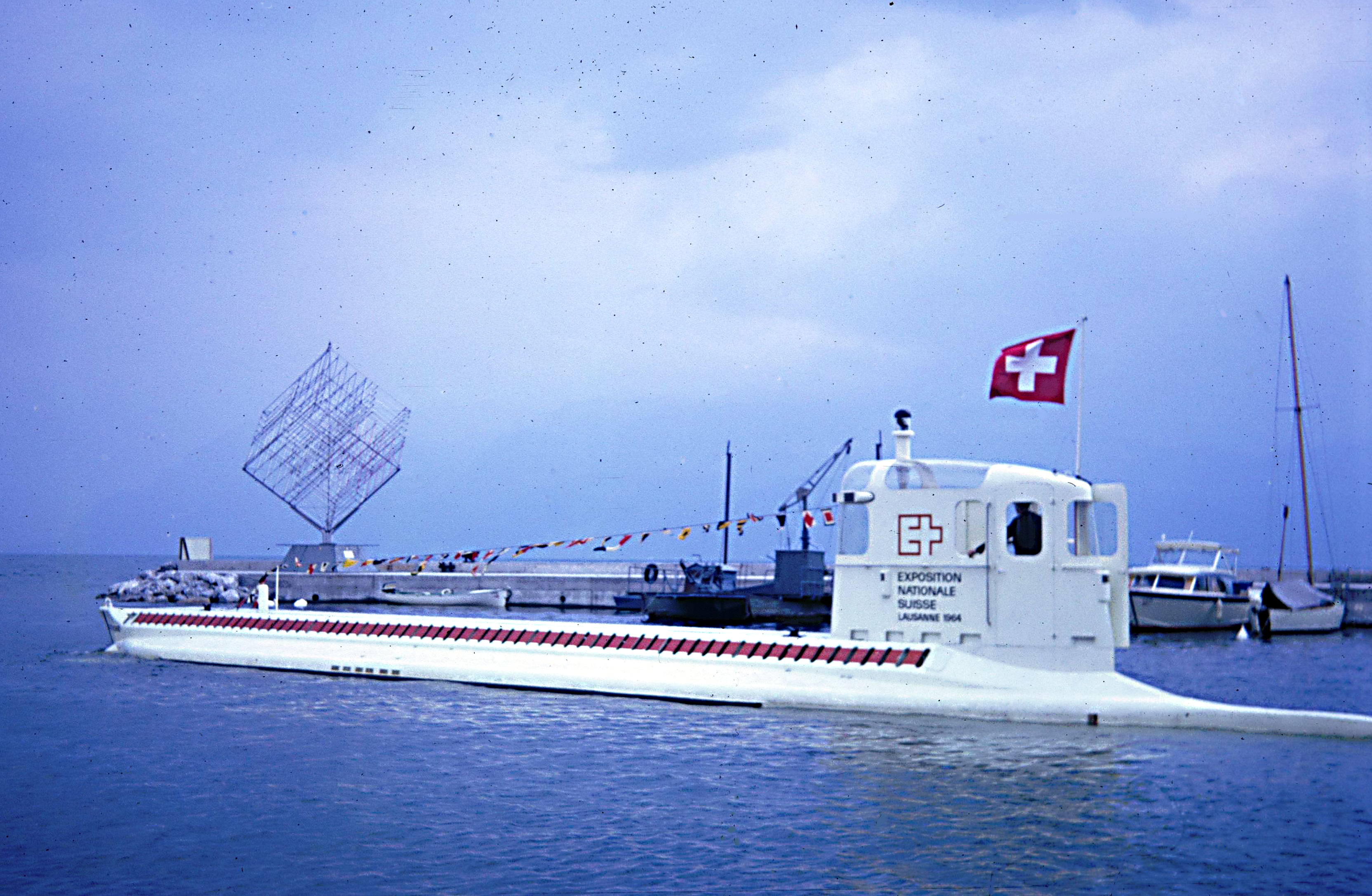
Mésoscaphe

Zu den Hauptattraktionen zählten zukunftsweisende Transportmittel wie die Einschienenbahn «Monorail», die Modelleisenbahnstrecke «Le P’tit Train», die rotierende Plattform «télécanapé» von Willy Habegger und das von Jacques Piccard konstruierte touristische U-Boot «Mésoscaphe» Auguste Piccard (PX-8), das sich heute im Verkehrshaus der Schweiz befindet.
Neben dem Weg der Schweiz wurden die Aussichtstürme und Kunstwerke wie die Symphonie «Les échanges», eine Komposition für 156 Maschinen von Rolf Liebermann, der 101 Meter hohe «Spiral»-Turm und die heute beim Zürichhorn stehende Plastik «Heureka» von Jean Tinguely viel besucht.

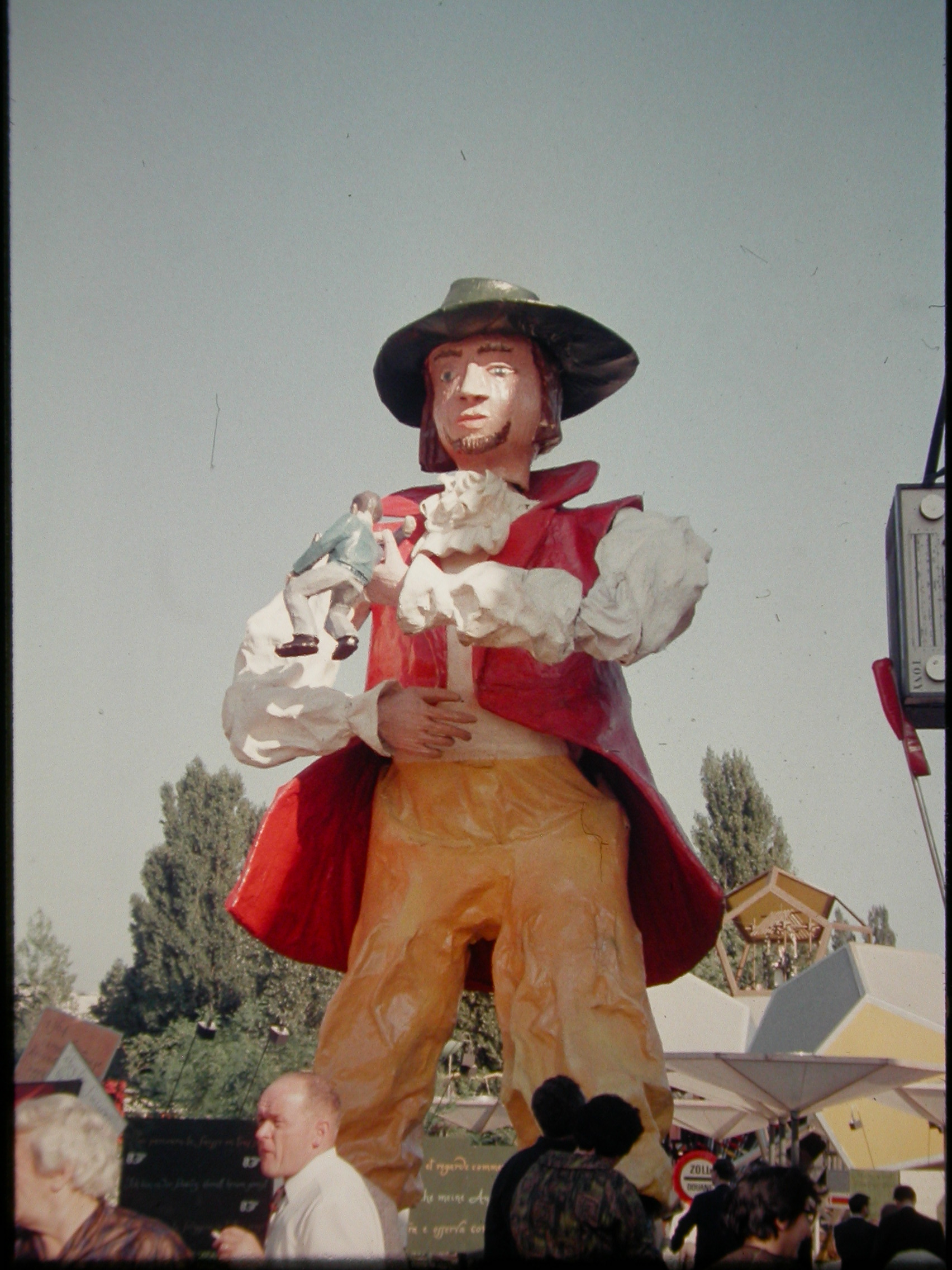
Gulliver fragte, ob man ein guter Schweizer sein könne, wenn man erst um 9 Uhr aufstehe

600'000 Menschen beantworteten die Fragen des «Ausländers» Gulliver zu ihrem «Schweizer-Sein». Der Fragebogen hätte dank dem Einsatz eines Computers der Firma IBM auch sogleich ausgewertet werden und den Teilnehmern darüber Auskunft geben sollen, wo sie mit ihren Antworten im Vergleich mit ihren Mitbürgern stünden. Eine Gesamtauswertung war von den bürgerlichen Politikern unerwünscht und wurde von der Landesregierung verboten, dies obschon der Fragebogen schon im Vorfeld auf Geheiss der Regierung nicht weniger als dreizehn Mal überarbeitet werden musste. Alle Daten sollten vernichtet werden, nur eine Vorauswertung der ersten zirka 134'000 Fragebogen überlebte.
Am 29. und 30. August fand an der Expo 64 das Eidgenössische Trachtenfest 1964 statt.

## Erhaltene Werke
In Lausanne blieben am Seeufer der «Le P’tit Train», das Théâtre de Vidy sowie eine kleine Erhebung («Pyramide»), alle in Vidy, sowie in Dorigny beim See «Pyramiden» erhalten sowie die Betonkuppel im Vallée de la Jeunesse. Im Flughafen Kloten befindet sich bei der Kapelle (Andachtsraum) eine Glocke mit der Inschrift Expo 1964 Lausanne, H. Rüetschi Aarau, «Ut omnes sint unum». In Oberkirch LU wurde das Pfadiheim Sursee aus Konstruktionsteilen des Weges der Schweiz errichtet. In Flüelen steht der «Rütlischwur», die elf Meter hohe Eisenplastik «Schwurhände» von Werner Witschi. Die kinetische Plastik Heureka von Jean Tinguely fand ihren Weg nach Zürich.

## Fotogalerie Expo 64

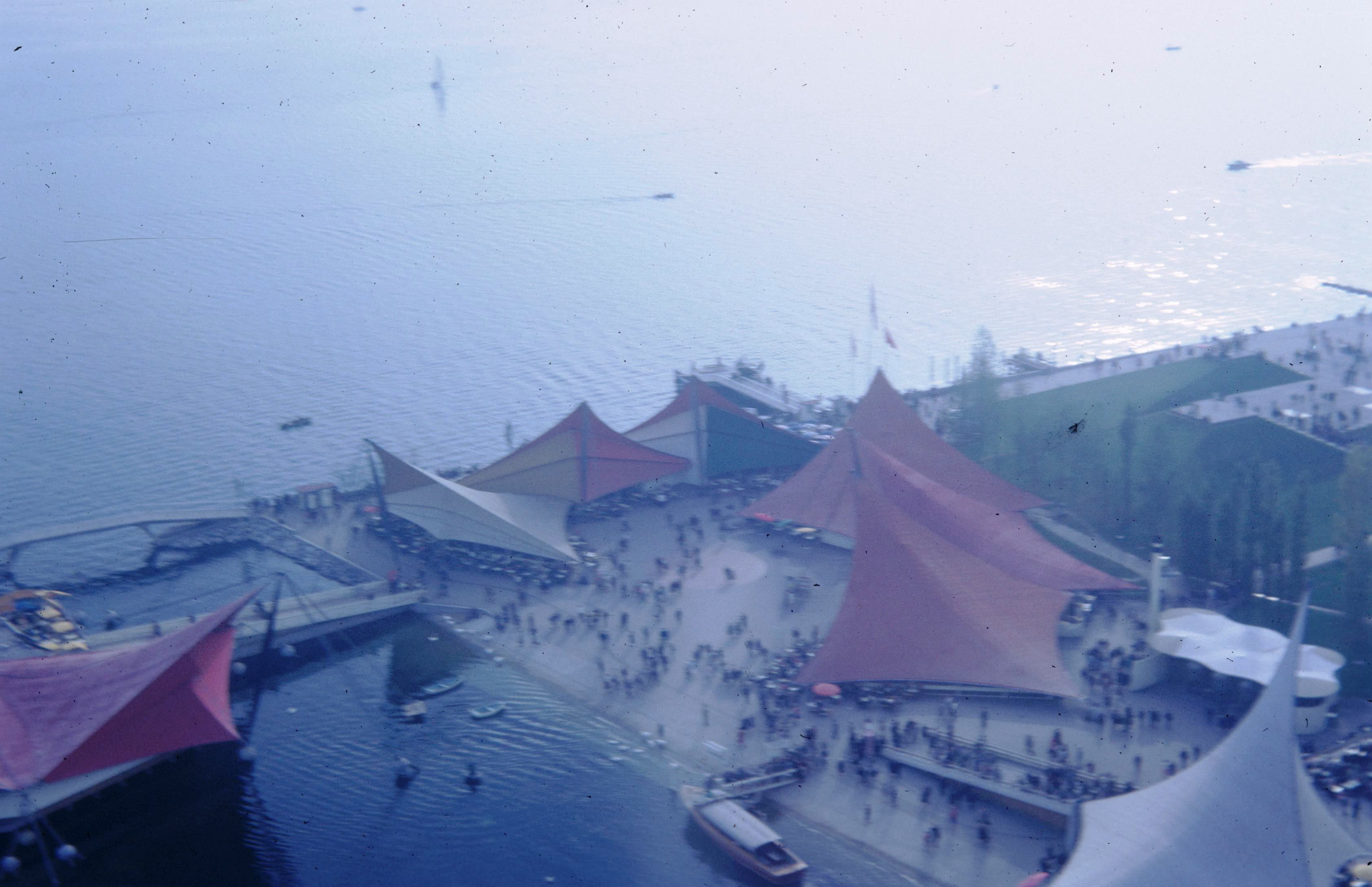
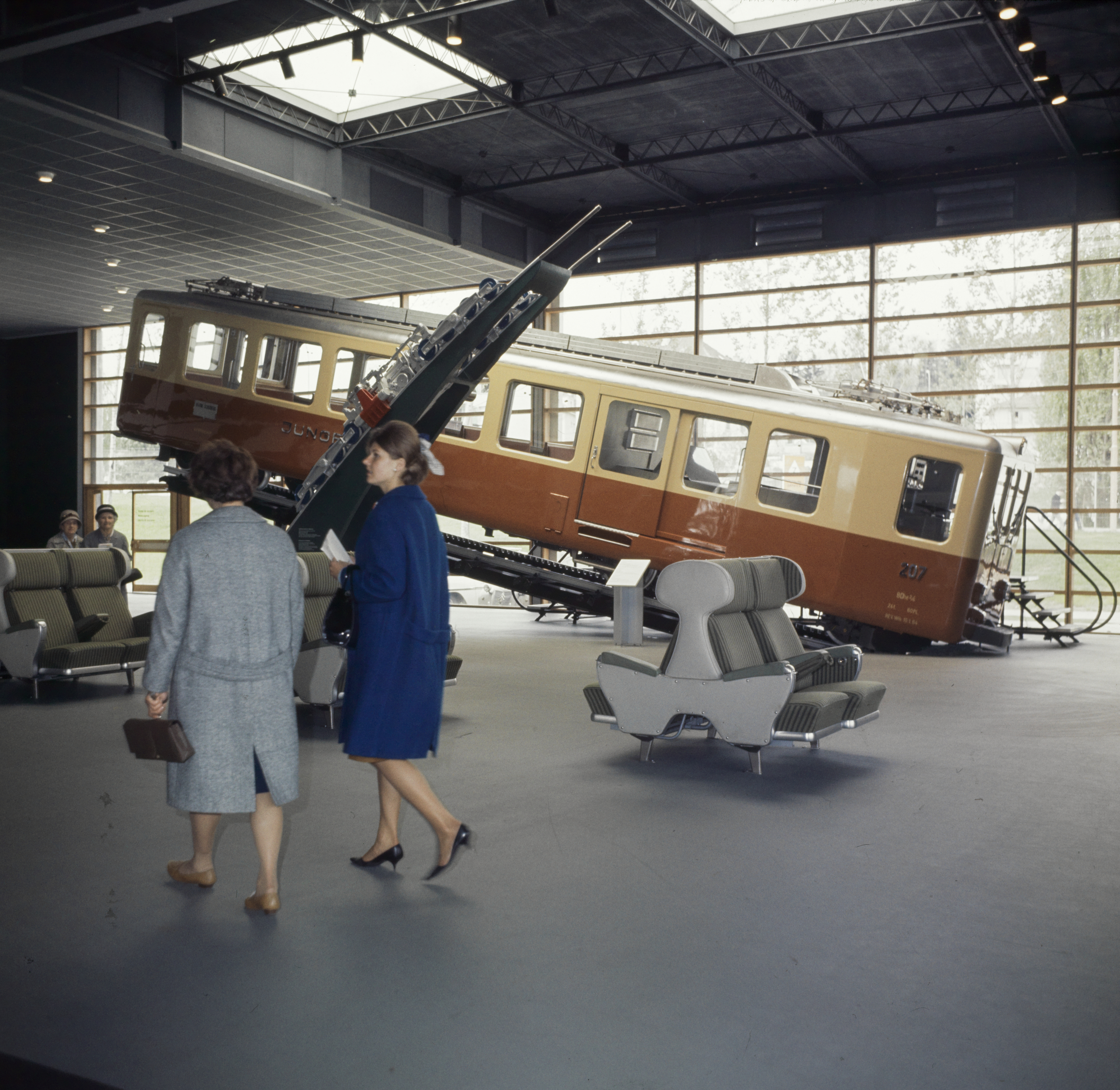
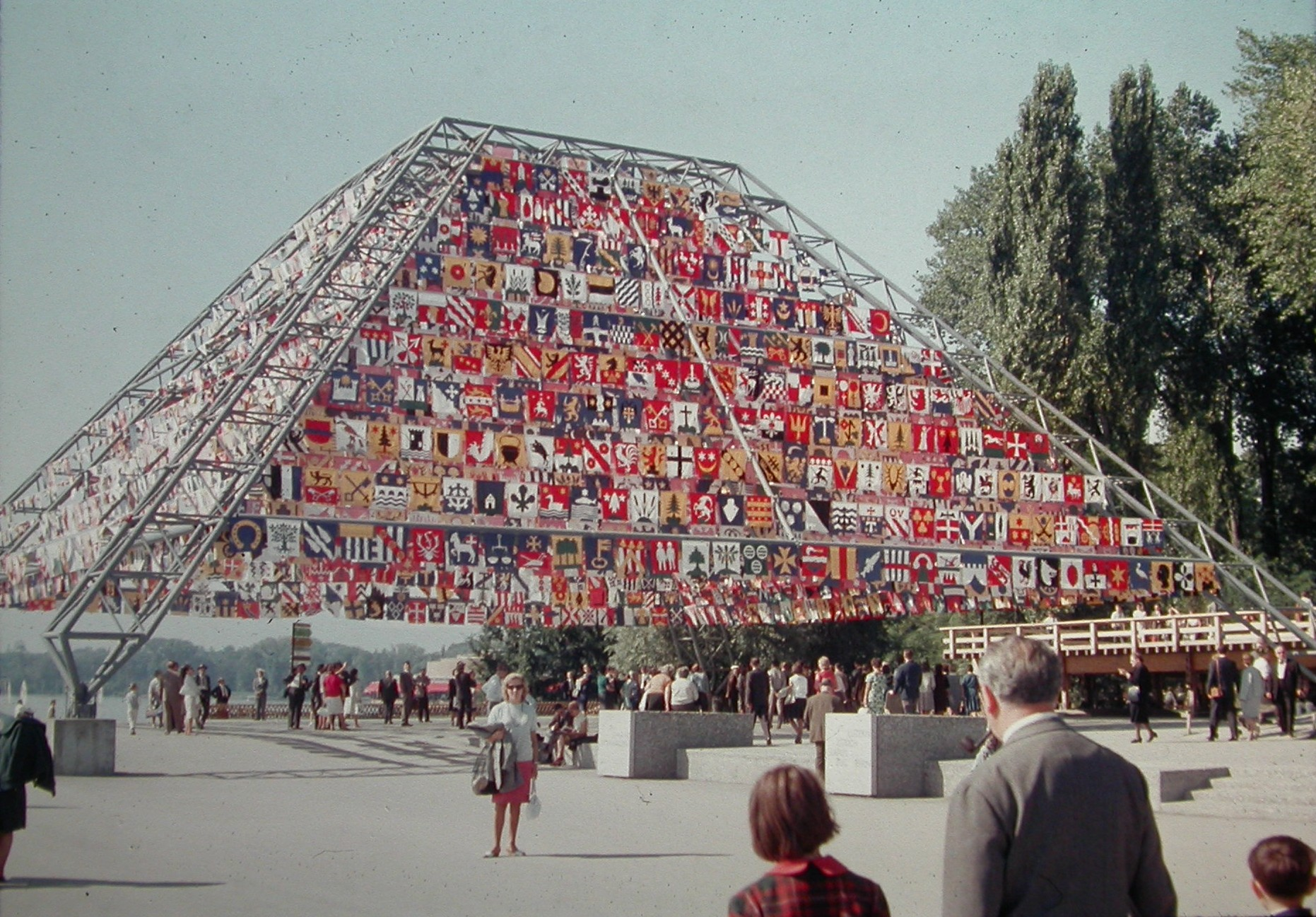
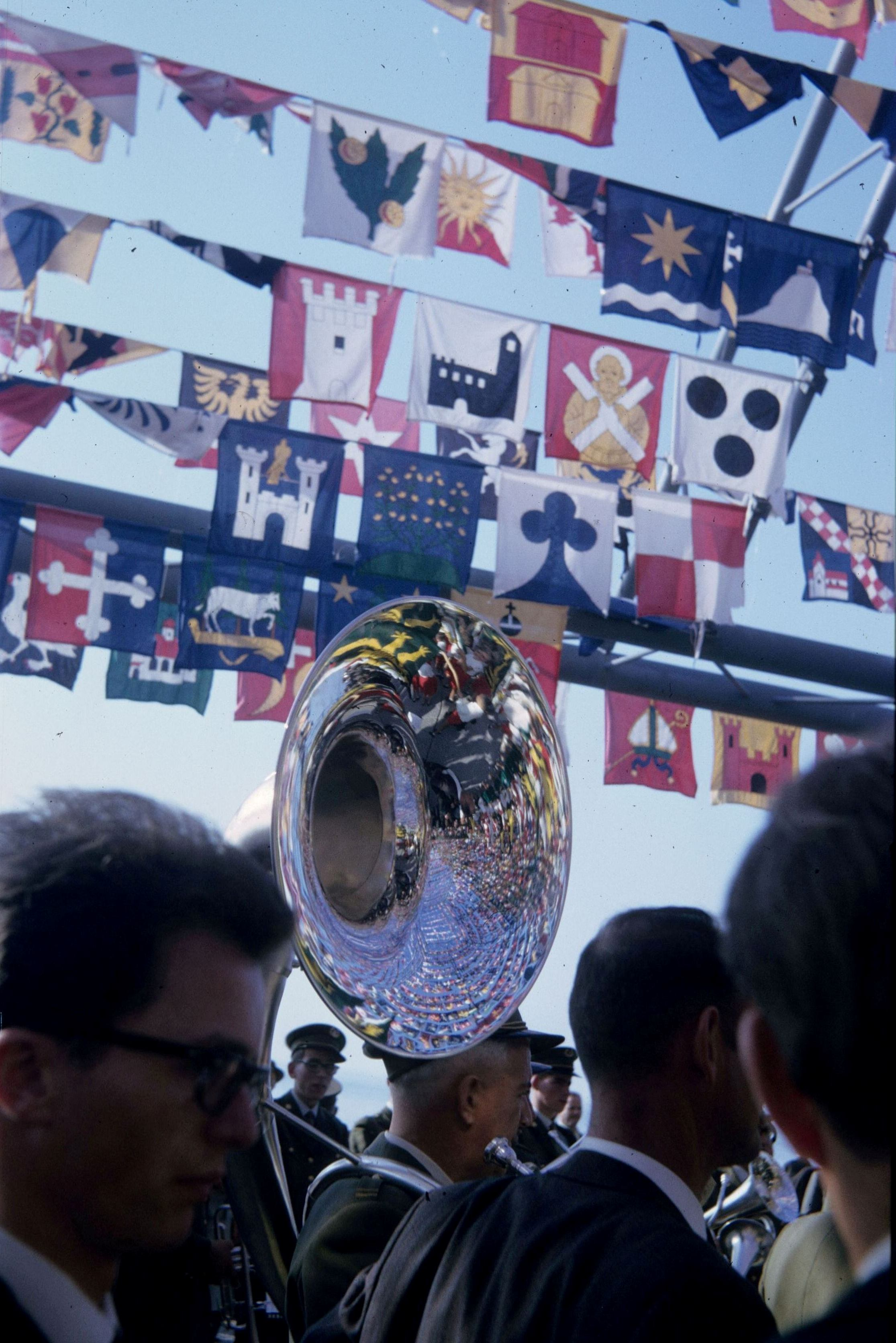
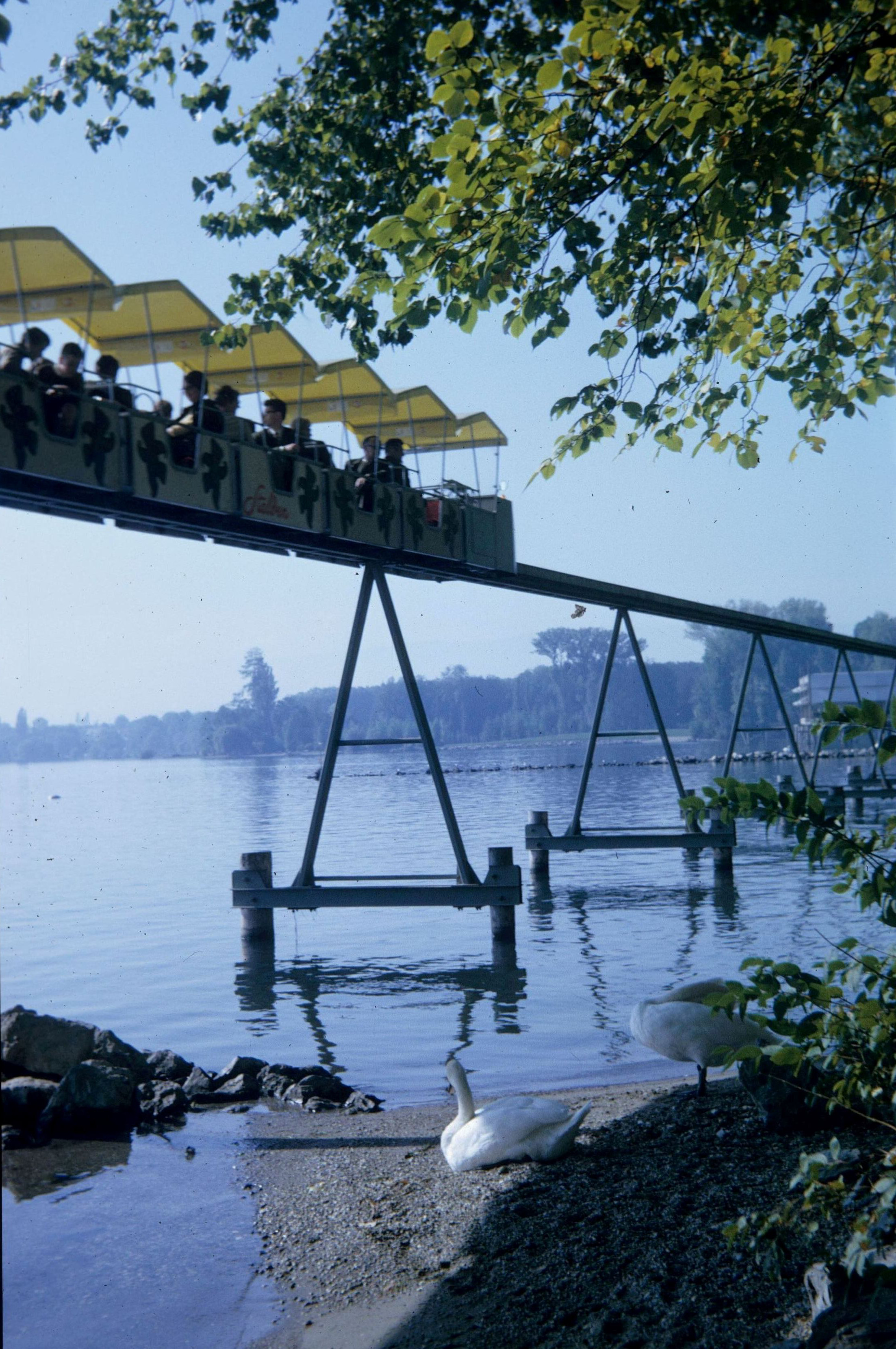
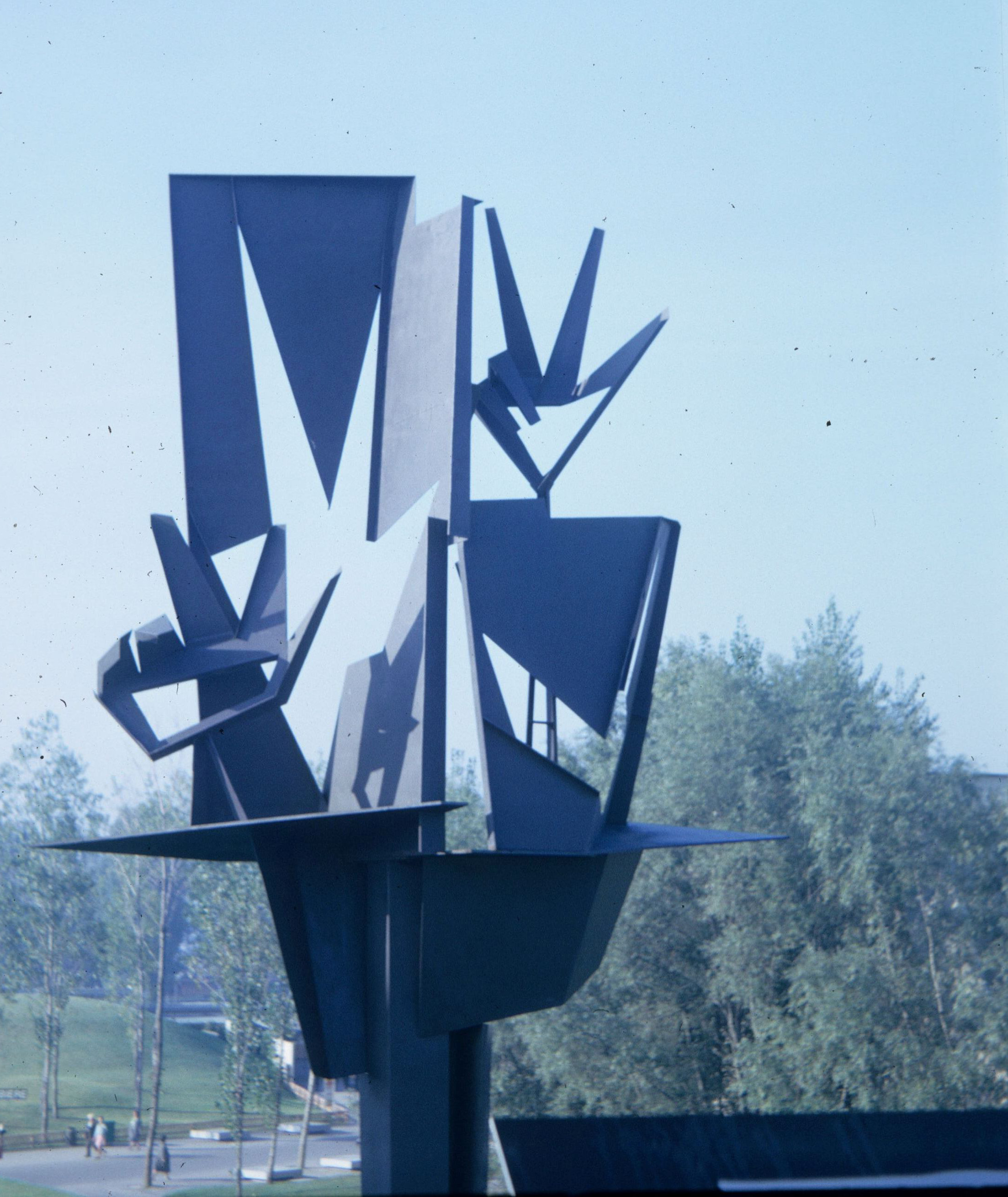